# Észak-Spanyolország paleolitikus barlangi művészete
Az Észak-Spanyolország paleolitikus barlangi művészete nevű világörökségi helyszín 1985-től az Altamira-barlang néven volt ismert. 2008-ban még tizenhét, kőkorszaki festményekkel díszített barlang került a listára. Az ezekben a barlangokban található festmények annak a kőkorszaki barlangi művészetnek a tetőpontját képviselik, amely jelen volt egész Európában, az Uráltól az Ibériai-félszigetig, i.e. 35000-től 11000-ig. Ezek a barlangok  a külső éghajlati hatásoktól elszigetelt mély galériáik miatt különösen jól konzerválták a képeket. A barlangokat úgy jegyzik, mint a kreatív zsenik mesterműveit és az emberiség legkorábban létrejött művészi alkotásait, amelyek egy kulturális hagyomány kivételes bizonyítékai és emberi történelem jelentős szakaszának kiemelkedő illusztrációi.
A világörökségi listára felkerült helyszínek:
| Helyszín                               | Koordináták                                                 | Felvétel éve |
| -------------------------------------- | ----------------------------------------------------------- | ------------ |
| Altamira-barlang                       | é. sz. 43° 22′ 57″, ny. h. 4° 07′ 13″43.382500°N 4.120278°W | 1985         |
| La Peña de Candamo-barlang             | é. sz. 43° 27′ 21″, ny. h. 6° 04′ 21″43.455833°N 6.072500°W | 2008         |
| Tito Bustillo-barlang                  | é. sz. 43° 27′ 39″, ny. h. 5° 04′ 04″43.460833°N 5.067778°W | 2008         |
| Covaciella-barlang                     | é. sz. 43° 19′ 05″, ny. h. 4° 52′ 30″43.318056°N 4.875000°W | 2008         |
| Llonín-barlang                         | é. sz. 43° 19′ 50″, ny. h. 4° 38′ 43″43.330556°N 4.645278°W | 2008         |
| El Pindal-barlang                      | é. sz. 43° 23′ 51″, ny. h. 4° 31′ 58″43.397500°N 4.532778°W | 2008         |
| Chufín-barlang                         | é. sz. 43° 17′ 26″, ny. h. 4° 27′ 29″43.290556°N 4.458056°W | 2008         |
| Hornos de la Peña-barlang              | é. sz. 43° 15′ 40″, ny. h. 4° 01′ 47″43.261111°N 4.029722°W | 2008         |
| Monte Castillo – El Castillo-barlang   | é. sz. 43° 17′ 28″, ny. h. 3° 57′ 51″43.291111°N 3.964167°W | 2008         |
| Monte Castillo – Las Monedas-barlang   | é. sz. 43° 17′ 28″, ny. h. 3° 57′ 51″43.291111°N 3.964167°W | 2008         |
| Monte Castillo – La Pasiega-barlang    | é. sz. 43° 17′ 28″, ny. h. 3° 57′ 51″43.291111°N 3.964167°W | 2008         |
| Monte Castillo – Las Chimeneas-barlang | é. sz. 43° 17′ 28″, ny. h. 3° 57′ 51″43.291111°N 3.964167°W | 2008         |
| El Pendo-barlang                       | é. sz. 43° 23′ 17″, ny. h. 3° 54′ 44″43.388056°N 3.912222°W | 2008         |
| La Garma-barlang                       | é. sz. 43° 25′ 50″, ny. h. 3° 39′ 57″43.430556°N 3.665833°W | 2008         |
| Covalanas-barlang                      | é. sz. 43° 14′ 44″, ny. h. 3° 27′ 08″43.245556°N 3.452222°W | 2008         |
| Santimamiñe-barlang                    | é. sz. 43° 20′ 47″, ny. h. 2° 38′ 12″43.346389°N 2.636667°W | 2008         |
| Ekain-barlang                          | é. sz. 43° 14′ 09″, ny. h. 2° 16′ 31″43.235833°N 2.275278°W | 2008         |
| Altxerri-barlang                       | é. sz. 43° 16′ 07″, ny. h. 2° 08′ 02″43.268611°N 2.133889°W | 2008         |